# Syzranella
Syzranella es un género de foraminífero bentónico de la familia Syzraniidae, de la superfamilia Robuloidoidea, del suborden Lagenina y del orden Lagenida. Su especie-tipo es Rectostipulina quadrata. Su especie tipo es Syzranella arctica. Su rango cronoestratigráfico abarca desde el Moscoviense medio (Carbonífero superior) hasta el Artinskiense inferior (Pérmico inferior).

## Clasificación
Syzranella incluye a las siguientes especies:
- Syzranella arctica †
- Syzranella higginsi †
- Syzranella ozadetzi †